# تيم درابر
تيم درابر (بالإنجليزية: Timothy C. Draper)‏ هو شخصية أعمال أمريكي، ولد في 11 يونيو 1958 في كاليفورنيا في الولايات المتحدة.